# روجر برايس (كاتب)
روجر برايس (بالإنجليزية: Roger Price)‏ هو رسام كارتون وكاتب أمريكي، ولد في 6 مارس 1918 في تشارلستون في الولايات المتحدة، وتوفي في 31 أكتوبر 1990 في إستوديو سيتي ‏ في الولايات المتحدة.

## وصلات خارجية
- روجر برايس على موقع IMDb (الإنجليزية)
- روجر برايس على موقع قاعدة بيانات برودواي على الإنترنت (الإنجليزية)
- روجر برايس على موقع قاعدة بيانات الفيلم (الإنجليزية)